# Miami Open 2022
Miami Open 2022 este un turneu profesionist de tenis care se desfășoară pe terenuri cu suprafața dură, în aer liber, în perioada 21 martie - 3 aprilie 2022. Este cea de-a 37-a ediție a evenimentului masculin și feminin și este clasificat ca eveniment ATP Masters 1000 în Turul ATP 2022 și eveniment WTA 1000 în Turul WTA 2022.
Hubert Hurkacz și Ashleigh Barty au fost campionii en-titre la simplu masculin și feminin. Barty s-a retras înainte de începerea turneului și mai târziu și-a anunțat retragerea din tenisul profesionist. Hurkacz a pierdut în semifinale în fața lui Carlos Alcaraz.

## Campioni

### Simplu masculin
Pentru mai multe informații consultați Miami Open 2022 – Simplu masculin

### Simplu feminin
Pentru mai multe informații consultați Miami Open 2022 – Simplu feminin

### Dublu masculin
Pentru mai multe informații consultați Miami Open 2022 – Dublu masculin

### Dublu feminin
Pentru mai multe informații consultați Miami Open 2022 – Dublu feminin

## Puncte și premii în bani

### Distribuția punctelor
| Probă           | C    | F   | SF  | QF  | R16 | R32 | R64 | R128 | Q   | Q2  | Q1  |
| Simplu masculin | 1000 | 600 | 360 | 180 | 90  | 45  | 25* | 10   | 16  | 8   | 0   |
| Dublu masculin  | 1000 | 600 | 360 | 180 | 90  | 0   | N/A | N/A  | N/A | N/A | N/A |
| Simplu feminin  | 1000 | 650 | 390 | 215 | 120 | 65  | 35* | 10   | 30  | 20  | 2   |
| Dublu feminin   | 1000 | 650 | 390 | 215 | 120 | 10  | N/A | N/A  | N/A | N/A | N/A |

### Premii în bani
Premiul în bani pentru Miami Open 2022 este de 8.584.055 USD. Toate premiile sunt în dolari americani. 
| Probă           | W        | F        | SF      | QF      | R16     | R32     | R64     | R128    | Q2     | Q1     |
| Simplu masculin | $300,110 | $165,000 | $93,000 | $61,000 | $40,000 | $26,000 | $16,000 | $10,000 | $5,890 | $3,100 |
| Simplu feminin  | $300,110 | $165,000 | $93,000 | $61,000 | $40,000 | $26,000 | $16,000 | $10,000 | $5,890 | $3,100 |
| Dublu masculin* | $81,000  | $51,000  | $38,000 | $27,000 | $18,000 | $12,000 | N/A     | N/A     | N/A    | N/A    |
| Dublu feminin*  | $81,000  | $51,000  | $38,000 | $27,000 | $18,000 | $12,000 | N/A     | N/A     | N/A    | N/A    |

*per echipă